# Лурман, Баз
Марк Энтони Лурман (англ. Mark Anthony Luhrmann, род. 17 сентября 1962, Сидней), более известный как Баз Лурман (англ. Baz Luhrmann) — австралийский кинорежиссёр, сценарист, актёр и продюсер. 
Двукратный лауреат премии BAFTA за фильм «Ромео + Джульетта», дважды номинант на «Оскар» за киноленты «Мулен Руж!» и «Элвис». Также выдвигался на награды «Тони» и «Золотой глобус».

## Биография
В детстве и юности Лурман занимался в балетной школе отца, но прекратил занятия после развода родителей. Он закончил австралийскую школу кинематографии National Institute of Dramatic Art. После окончания школы собрал театральную труппу The Six Years Old Company и работал над различными оперными постановками и мюзиклами. Успех режиссёру принесла постановка оперы Пуччини «Богема», которая шла в Сиднейском Оперном театре с 1990 по 1996 год.
В 1980-х годах он исполнял роли в фильмах «Зима наших надежд» и «Тёмная комната». В 1992 году Лурман дебютировал в качестве режиссёра с фильмом «Строго по правилам», снятого по одноимённой театральной постановке и положившего начало «трилогии красного занавеса». Следующая за ним кинолента «Ромео + Джульетта» принесла Лурману две премии BAFTA за режиссуру и адаптированный сценарий, а завершающий трилогию мюзикл «Мулен Руж!» — номинацию на «Оскар» за лучший фильм.
В 2002 году Лурман поставил «Богему» на нью-йоркском Бродвее. В 2004 году снял рекламный ролик для Chanel No. 5 дома моды Chanel с Николь Кидман в главной роли. Баз был сценаристом 81-й церемонии вручения кинонаград «Оскар».
В 2008 году выпустил военную драму «Австралия» с участием Николь Кидман и Хью Джекмана.
С сентября 2011 по февраль 2012 года Лурман работал над экранизацией романа Фицджеральда «Великий Гэтсби» в формате 3D. В главных ролях одноимённого фильма снялись Леонардо Ди Каприо, Кэри Маллиган, Тоби Магуайр и Айла Фишер. 15 мая 2013 года фильм открыл Каннский кинофестиваль.
В 2022 году вышла новая работа Лурмана «Элвис» о музыканте Элвисе Пресли, которого сыграл Остин Батлер. Кинолента удостоилась высоких оценок критиков и принесла режиссёру вторую номинацию на «Оскар» за лучший фильм. В 2024 году началась работа над фильмом «Жанна д’Арк».

## Личная жизнь
В школе Лурман получил прозвище «Баз», которое ему дали из-за его прически; это имя произошло от кукольного персонажа Базила Браша.
С 26 января 1997 года Лурман женат на художнице по костюмам, четырёхкратной обладательнице премии «Оскар» Кэтрин Мартин. Она работала во всех фильмах мужа, а также вместе с ним основала кинокомпанию Bazmark Inc., действующую с 1996 года. У пары есть двое детей: Лилиан Аманда (род. 10 октября 2003) и Уильям Александр (род. 8 июня 2005).

## Фильмография
- «Строго по правилам» (1992)
- «Ромео + Джульетта» (1996)
- «Мулен Руж!» (2001)
- «Австралия» (2008)
- «Великий Гэтсби» (2013)
- «Отжиг» (2017)
- «Элвис» (2022)